# Adil Hermach
Adil Hermach (Nîmes, 27 de junho de 1986) é um futebolista profissional marroquino que atua como defensor.

## Carreira
Adil Hermach integrou a Seleção Marroquina de Futebol que disputou o Campeonato Africano das Nações de 2013.